# 藜
藜为苋科藜属的植物。分布于全球温带及热带各地，生长于海拔50米至4,200米的地区，见于路旁、荒地及田间。

## 别名
《救荒本草》中稱為灰菜

## 异名
- Chenopodium album L. f. heterophyllum Wang-Wei et Fuh
- Chenopodium album L. var. centrorubrum Makino
- Chenopodium album L. var. laxiflorum Wang-Wei et Fuh
- Chenopodium centrorubrum (Makino) Nakai

## 延伸阅读
[在维基数据编辑]
 《欽定古今圖書集成·博物彙編·草木典·藜部》，出自陈梦雷《古今圖書集成》

## 外部連結
- 维基共享资源上的相關多媒體資源：藜
- 維基物種上的相關：藜
- 藜, Li （页面存档备份，存于） 藥用植物圖像數據庫 (香港浸會大學中醫藥學院) （繁體中文）（英文）